# Voznesen'e
Voznesen'e è una cittadina della Russia europea nordoccidentale, situata nella oblast' di Leningrado (rajon Podporožskij).
Sorge all'estremità nordorientale della oblast', sulle sponde del lago Onega non lontano dal luogo in cui da questo esce il suo emissario Svir'.